# Schwalbe (Fußball)
Schwalbe nennt man im Fußball den Versuch eines Spielers, ein Foul vorzutäuschen, indem er sich im Zweikampf mit einem gegnerischen Spieler absichtlich fallen lässt. Auf diese Weise versucht ein Spieler, einen Freistoß oder (innerhalb des Strafraumes) einen Strafstoß zugesprochen zu bekommen, wenn er den regulären Angriff verloren glaubt, oder um eine Verwarnung (ggf. Platzverweis) des Gegenspielers zu provozieren. Seit 1999 gilt die Regel, dass der täuschende Spieler mit der Gelben Karte zu verwarnen ist, falls dem Schiedsrichter das Täuschungsmanöver auffällt.
Ursprünglich beschrieb die Redensart „eine Schwalbe machen“ ein Fallenlassen mit weit nach vorn ausgebreiteten Armen und leicht gespreizten Beinen. Diese Haltung erinnert an den Vogel Schwalbe, dessen typische Merkmale lange, schmale Flügel (hier: die ausgebreiteten Arme des Fallenden) sowie ein oft zweigeteilter („gegabelter“) Schwanz (hier: die leicht gespreizten Beine des Fallenden) sind. Schwalben fliegen mitunter sehr tief über flache Gelände.
Später bürgerte sich die Redensart als Synonym für jegliches absichtliches Fallen oder Stolpern im fußballerischen Zweikampf ein (auch ohne typische, an Schwalben erinnernde Haltung von Armen und Beinen).
Durch ein umstrittenes Foul am deutschen Nationalspieler Bernd Hölzenbein im WM-Finale gegen die Niederlande 1974 fand die Bezeichnung „Schwalbe“ Eingang in die niederländische Sprache (vgl. auch Germanismus).
Die Entsprechung der Schwalbe im Basketball nennt sich Flop.

## Bekannte Entscheidungen als Schwalbe
- Andreas Möller am 13. April 1995 im Spiel gegen den Karlsruher SC. Möller versuchte, seine Schwalbe zu rechtfertigen (so genannte Schutzschwalbe) und attackierte den damaligen Trainer des KSC Winfried Schäfer. Möller wurde vom DFB-Sportgericht zu einer Sperre von zwei Spielen und einer Geldstrafe in Höhe von 10.000 DM verurteilt. Damit war er der erste Spieler überhaupt, der vom DFB wegen einer Schwalbe gesperrt wurde. Bundestrainer Berti Vogts nahm ihn zeitweilig aus der Nationalmannschaft.[3]
- Für die Italienische Fußballnationalmannschaft kam das Aus bei der WM 2002 im Achtelfinale gegen Südkorea durch Golden Goal. Dabei war den Italienern in umstrittenen Schiedsrichterentscheidungen das eigene Golden Goal aberkannt und ihr Star Francesco Totti, wegen einer angeblichen Schwalbe innerhalb des Strafraums, des Platzes verwiesen worden.[4]
- Während ihrer Zeit in England sorgten Jürgen Klinsmann und Cristiano Ronaldo häufiger für Kontroversen, da ihnen ein Hang zu Schwalben (Diver) nachgesagt wurde.[5][6]
- Gegen Ende der Hinrunde versetzte Norbert Meier, der damalige Trainer des MSV Duisburg, am 6. Dezember 2005 während eines Bundesliga-Spiels gegen den 1. FC Köln dem gegnerischen Spieler Albert Streit an der Außenlinie einen Kopfstoß und ließ sich dann selbst nach hinten fallen. Streit wurde daraufhin des Platzes verwiesen, Meier erhielt für diese „Schwalbe“ vom Sportgericht des DFB per Einstweiliger Verfügung am 7. Dezember ein vorläufiges Berufsverbot. Daraufhin wurde Meier von seinem Verein zunächst suspendiert und am 8. Dezember 2005 entlassen. Am 15. Dezember 2005 wurde Meier vom Sportgericht des Deutschen Fußball-Bundes im Einzelrichter-Verfahren nach Anklageerhebung durch den DFB-Kontrollausschuss wegen eines unsportlichen Verhaltens in der Form der Tätlichkeit gegen den damaligen Kölner Spieler Streit für drei Monate verboten, eine Trainertätigkeit auszuüben. Meier wurde zusätzlich mit einer Geldstrafe in Höhe von 12.500 Euro belegt. Die Sperre lief am 7. März 2006 ab.[7]
- Der mexikanische Fußballspieler und heutige -trainer Hugo Sánchez war bekannt für häufig versteckte Fouls und Schwalben.[8]
- Bei der U-20 WM 2007 in Kanada kam der deutsche FIFA-Schiedsrichter Wolfgang Stark zum Einsatz, stand jedoch im Mittelpunkt schwerer Tumulte im Anschluss an das Halbfinalspiel zwischen Chile und Argentinien. Chilenische Spieler fühlten sich massiv benachteiligt, weil Argentinier durch Schwalben einige gelbe und rote Karten gegen chilenische Spieler provozierten. Hatten während des Spiels chilenische Spieler nach einer umstrittenen Entscheidung Starks einen ihrer Fans noch daran gehindert, Stark zu attackieren, so griffen nach Spielende sowohl Spieler als auch Zuschauer Stark an, der nur von Ordnern geschützt den Platz verlassen konnte. Bei den anschließenden Tumulten verhaftete die kanadische Polizei vorübergehend mehrere chilenische Spieler.
- Der albanische Fußballspieler Fatmir Vata hatte den Ruf als „Schwalbenkönig“, welcher auch dadurch hervorgerufen wird, dass mancher Gegenspieler ihn aufgrund seiner Quirligkeit nur durch ein Foul zu stoppen wusste.[9]
- Im Eröffnungsspiel der Fußball-WM 2014 gegen Kroatien spielte Fred im Sturm und kam durch eine Schwalbe in die weltweiten Schlagzeilen: Er ließ sich in der 70. Spielminute beim Spielstand von 1:1 nach einer Berührung durch Verteidiger Dejan Lovren im Strafraum fallen und reklamierte dafür einen Elfmeter, den er tatsächlich zugesprochen bekam.[10]
- Im ersten Halbfinalspiel um den DFB-Pokal 2016 gelang dem FC Bayern München in der 71. Spielminute das Tor zum 2:0-Endstand gegen den SV Werder Bremen durch einen zu Unrecht gegebenen Elfmeter nach einer Schwalbe durch den Bayern-Spieler Arturo Vidal. Der Schiedsrichter Tobias Stieler entschuldigte sich im Anschluss an das Spiel für seine Fehlentscheidung.[11] Die Schwalbe blieb für Arturo Vidal ohne Folgen.[12]